# Lucyna Grobicka

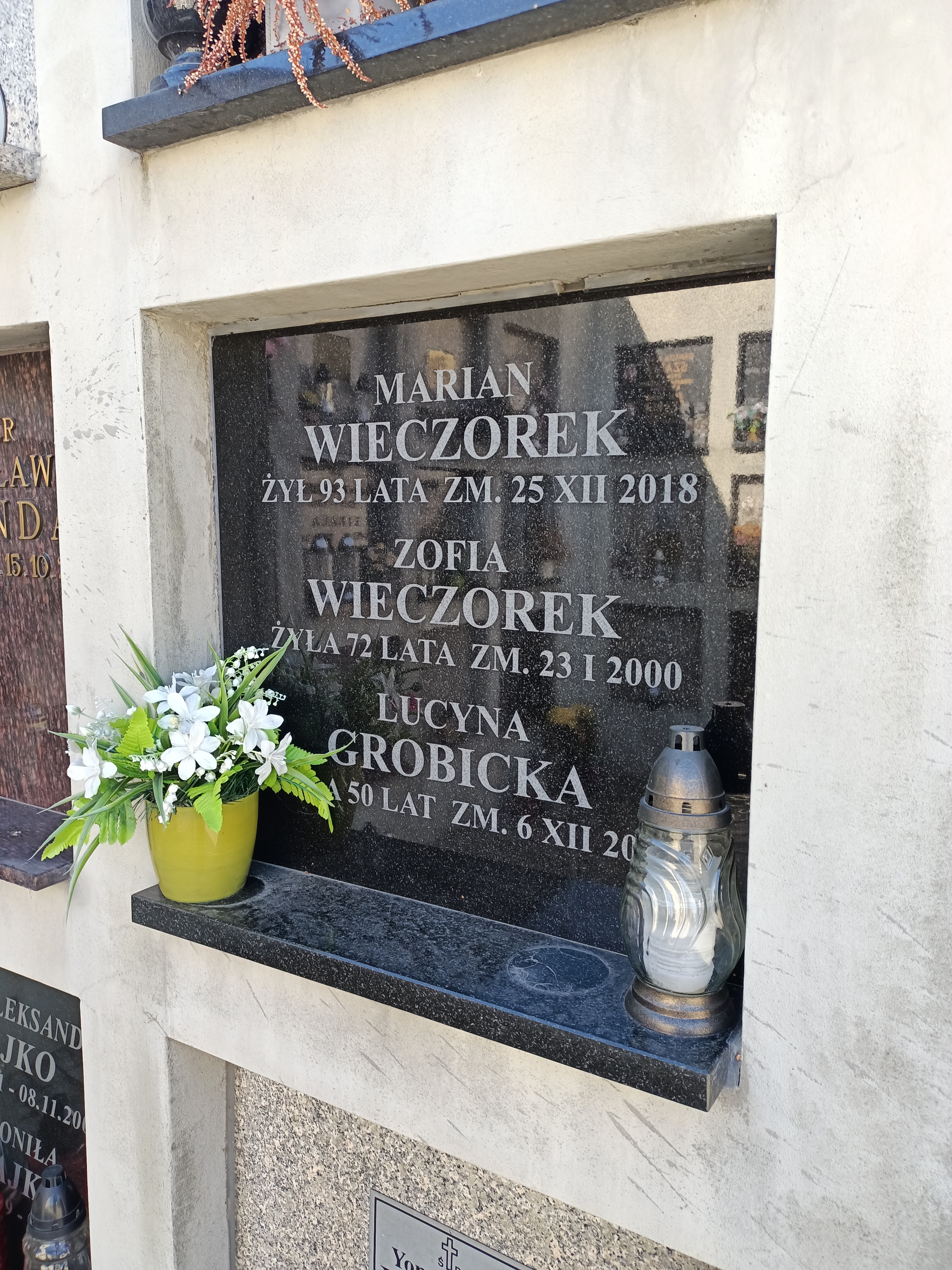
Kolumbarium Lucyny Grobickiej na Cmentarzu w Antoninowie

Lucyna Grobicka, z domu Wieczorek (ur. 6 grudnia 1963 w Urugwaju, zm. 6 grudnia 2013) – polska dziennikarka, prezenterka pogody w Telewizji Polskiej.

## Życiorys
Jako prezenterka pogody zadebiutowała w 1985, będąc jeszcze studentką Wydziału Dziennikarstwa Uniwersytetu Warszawskiego. Ostatnią prognozę pogody poprowadziła 13 października 2004. Pożegnała się wówczas z widzami i po 19 latach zrezygnowała z pracy w TVP. Przyczyną jej rezygnacji były planowane roszady kadrowe, którymi miała zostać objęta. Jednocześnie od 1988 zatrudniona była również w dziale handlowym Ambasady Brazylii w Polsce, gdzie pracowała do 2013. Zmarła po ciężkiej chorobie. Pogrzeb Lucyny Grobickiej odbył się 12 grudnia 2013 na Cmentarzu Komunalnym Południowym w Antoninowie.